# Tín hiệu (phim truyền hình)
Tín hiệu (tiếng Hàn: 시그널; Romaja: Sigeuneol; còn được biết đến với  tên tiếng Anh: Signal) là một bộ phim truyền hình Hàn Quốc được sản xuất năm 2016. Với sự tham gia của Lee Je-hoon, Kim Hye-soo và Cho Jin-woong. Được phát sóng trên đài truyền hình tvN vào 20h30 (KST) gồm 16 tập, bắt đầu phát sóng vào ngày 22/1 và kết thúc vào ngày 12/3.
Cốt truyện của phim tương tự như bộ phim điện ảnh Mỹ Frequency ở khía cạnh mà các nhân vật chính thông qua các tần suất của radio và điện đàm để liên lạc với nhau nhưng không cùng mốc thời gian, có chút yếu tố giả tưởng. Dù vậy nhưng những vụ án trong phim đều dựa trên những vụ án có thật từng gây chấn động khắp Hàn Quốc tại Hwaseong những năm 1986 – 1991.

## Nội dung
Một bí ẩn gì đó đã xảy ra với bộ đàm của một cảnh sát tên là Lee Jae-han (do Cho Jin-woong thủ vai) từ năm 1989 lại có thể liên lạc được với trung úy Park Hae-young (do Lee Je-hoon thủ vai) vào năm 2015 với cùng một bộ đàm đó. Nhờ sự liên lạc kì lạ này mà cả hai đã phá được các vụ án vốn đã bị bỏ ngỏ từ lâu và ngăn chặn để không xảy ra, và họ còn phát hiện thêm nhiều sự thật kinh hoàng phía sau những vụ án này.

## Diễn viên

### Diễn viên chính
- Lee Je-hoon vai Park Hae-young tuy là một cảnh sát nhưng lại không còn niềm tin với việc phá án của cảnh sát vì cái chết của anh trai mình sau khi bị vu oan là chủ mưu vụ hiếp dâm ở Injoo năm 1999.
- Kim Hye-soo vai Cha Soo-hyun sau này được phân công làm đội trưởng Đội điều tra vụ án bị bỏ ngỏ, luôn cố gắng tìm kiếm tin tức của Lee Jae-han.
- Cho Jin-woong vai Lee Jae-han là một cảnh sát chính trực, nhưng bị sát hại và vu khống cho tội hối lộ.

### Diễn viên phụ
Cảnh sát viên
- Jang Hyun-sung vai Kim Bum-joo
- Jung Hae-kyun vai Ahn Chi-soo
- Kim Won-hae vai Kim Kye-chul
- Jung Han-bi vai Oh Yoon-seo
- Lee Yoo-jun vai Jung Han-ki
- Kim Min-kyu vai Hwang Eui-kyung

Quan hệ đặc biệt với các nhân vật chính
- Kang Chan-hee vai Park Sun-woo là anh trai của Park Hae-young trong quá khứ.
- Oh Yeon-ah vai Yoon Soo-ah là hung thủ vụ án bắt cóc Kim Yoon-jung năm 2000.
- Lee Young-eun vai Kim Yoon-jung
- Lee Si-a vai Kim Won-kyung là tình đầu của Lee Jae-han bị sát hại trong vụ án Gyeonggi Nambu năm 1989.
- Son Hyun-joo vai Jang Young-chul là nghị sĩ với dã tâm rất lớn.

### Xuất hiện đặc biệt
- Lee Sang-yeob vai Kim Jin-woo (tập 9–11)[6]

## Rating
| Tập | Ngày phát sóng      | Tỉ suất trung bình người xem | Tỉ suất trung bình người xem |
| Tập | Ngày phát sóng      | AGB Nielsen                  | TNmS Ratings                 |
| --- | ------------------- | ---------------------------- | ---------------------------- |
| 1   | 22 tháng 1 năm 2016 | 5.4%                         | 6.4%                         |
| 2   | 23 tháng 1 năm 2016 | 6.9%                         | 6.1%                         |
| 3   | 29 tháng 1 năm 2016 | 8.2%                         | 8.5%                         |
| 4   | 30 tháng 1 năm 2016 | 7.7%                         | 7.5%                         |
| 5   | 5 tháng 2 năm 2016  | 7.8%                         | 7.6%                         |
| 6   | 6 tháng 2 năm 2016  | 7.1%                         | 7.3%                         |
| 7   | 12 tháng 2 năm 2016 | 8.6%                         | 9.0%                         |
| 8   | 13 tháng 2 năm 2016 | 7.8%                         | 8.6%                         |
| 9   | 19 tháng 2 năm 2016 | 7.8%                         | 8.4%                         |
| 10  | 20 tháng 2 năm 2016 | 9.2%                         | 8.7%                         |
| 11  | 26 tháng 2 năm 2016 | 10.5%                        | 8.8%                         |
| 12  | 27 tháng 2 năm 2016 | 10.1%                        | 9.2%                         |
| 13  | 4 tháng 3 năm 2016  | 9.7%                         | 9.7%                         |
| 14  | 5 tháng 3 năm 2016  | 11.1%                        | 10.6%                        |
| 15  | 11 tháng 3 năm 2016 | 10.8%                        | 9.8%                         |
| 16  | 12 tháng 3 năm 2016 | 12.6%                        | 12.8%                        |

Chú ý: Vì bộ phim này được phát sóng trên kênh truyền hình cáp (tvN) người xem TV phải trả phí và độ phủ sóng không được cao như các kênh công cộng (KBS, SBS, MBC & EBS).

## Nhạc phim
| Phần 1: | Phần 1:               | Phần 1:        | Phần 1:    |
| STT     | Nhan đề               | Ca sĩ          | Thời lượng |
| ------- | --------------------- | -------------- | ---------- |
| 1.      | "Reminiscence (회상)" | Jang Beom June | 4:26       |

| Phần 2: | Phần 2:                                      | Phần 2: | Phần 2:    |
| STT     | Nhan đề                                      | Ca sĩ   | Thời lượng |
| ------- | -------------------------------------------- | ------- | ---------- |
| 1.      | "Person That Should Leave" (떠나야할 그사람) | INKY    | 4:05       |

| Phần 3: | Phần 3:                         | Phần 3:      | Phần 3:    |
| STT     | Nhan đề                         | Ca sĩ        | Thời lượng |
| ------- | ------------------------------- | ------------ | ---------- |
| 1.      | "I will forget you (나는 너를)" | Jung Cha Sik | 4:26       |

| Phần 4: | Phần 4:         | Phần 4:  | Phần 4:    |
| STT     | Nhan đề         | Ca sĩ    | Thời lượng |
| ------- | --------------- | -------- | ---------- |
| 1.      | "The Road" (길) | Kim Yuna | 4:23       |

| Phần 5: | Phần 5:                                   | Phần 5:     | Phần 5:    |
| STT     | Nhan đề                                   | Ca sĩ       | Thời lượng |
| ------- | ----------------------------------------- | ----------- | ---------- |
| 1.      | "Happy Person (행복한 사람)" (Band ver.)  | Jo Dong Hee | 3:31       |
| 2.      | "Happy Person (행복한 사람)" (Piano ver.) | Jo Dong Hee | 3:32       |

| Phần 6: | Phần 6:          | Phần 6: | Phần 6:    |
| STT     | Nhan đề          | Ca sĩ   | Thời lượng |
| ------- | ---------------- | ------- | ---------- |
| 1.      | "A Petal (꽃잎)" | leeSA   | 3:16       |

| Phần 7: | Phần 7:                        | Phần 7:       | Phần 7:    |
| STT     | Nhan đề                        | Ca sĩ         | Thời lượng |
| ------- | ------------------------------ | ------------- | ---------- |
| 1.      | "As Flower Blooms (꽃이 피면)" | Lee Seung Yul | 3:36       |

## Giải thưởng và đề cử
| Năm  | Giải thưởng                  | Đề cử                                         | Tên tác phẩm                       | Kết quả   |
| ---- | ---------------------------- | --------------------------------------------- | ---------------------------------- | --------- |
| 2016 | 52nd Baeksang Arts Awards    | Best Drama                                    | Signal                             | Đoạt giải |
| 2016 | 52nd Baeksang Arts Awards    | Best Director (TV)                            | Kim Won-seok                       | Đề cử     |
| 2016 | 52nd Baeksang Arts Awards    | Best Actor (TV)                               | Cho Jin-woong                      | Đề cử     |
| 2016 | 52nd Baeksang Arts Awards    | Best Actress (TV)                             | Kim Hye-soo                        | Đoạt giải |
| 2016 | 52nd Baeksang Arts Awards    | Best Screenplay (TV)                          | Kim Eun-hee                        | Đoạt giải |
| 2016 | 52nd Baeksang Arts Awards    | Most Popular Actor (TV)                       | Lee Je-hoon                        | Đề cử     |
| 2016 | 52nd Baeksang Arts Awards    | Most Popular Actor (TV)                       | Cho Jin-woong                      | Đề cử     |
| 2016 | 52nd Baeksang Arts Awards    | Most Popular Actress (TV)                     | Kim Hye-soo                        | Đề cử     |
| 2016 | 5th APAN Star Awards         | Best Writer                                   | Kim Eun-hee                        | Đoạt giải |
| 2016 | 5th APAN Star Awards         | Top Excellence Award, Actor in a Miniseries   | Cho Jin-woong                      | Đoạt giải |
| 2016 | 5th APAN Star Awards         | Top Excellence Award, Actress in a Miniseries | Kim Hye-soo                        | Đề cử     |
| 2016 | 9th Korea Drama Awards       | Best Drama                                    | Signal                             | Đề cử     |
| 2016 | 9th Korea Drama Awards       | Best Production Director                      | Kim Won-seok                       | Đề cử     |
| 2016 | 9th Korea Drama Awards       | Best Screenplay                               | Kim Eun-hee                        | Đề cử     |
| 2016 | tvN10 Awards                 | Grand Prize (Daesang), Actor                  | Cho Jin-woong                      | Đoạt giải |
| 2016 | tvN10 Awards                 | Best Actor                                    | Cho Jin-woong                      | Đề cử     |
| 2016 | tvN10 Awards                 | Best Actor                                    | Lee Je-hoon                        | Đề cử     |
| 2016 | tvN10 Awards                 | Best Actress                                  | Kim Hye-soo                        | Đoạt giải |
| 2016 | tvN10 Awards                 | PD's Choice Award                             | Lee Je-hoon                        | Đoạt giải |
| 2016 | tvN10 Awards                 | Scene Stealer Actor                           | Jang Hyun-sung                     | Đề cử     |
| 2016 | tvN10 Awards                 | Best Content Award, Drama                     | Signal                             | Đoạt giải |
| 2016 | 1st Asia Artist Awards       | Grand Prize (Daesang)                         | Cho Jin-woong                      | Đoạt giải |
| 2016 | 1st Asia Artist Awards       | Grand Prize (Daesang)                         | Kim Hye-soo                        | Đề cử     |
| 2016 | 1st Asia Artist Awards       | Best Celebrity Award, Actor                   | Lee Je-hoon                        | Đề cử     |
| 2016 | 18th Mnet Asian Music Awards | Best OST                                      | Jung Cha Sik ("I Will Forget You") | Đề cử     |
| 2016 | Korea Content Awards         | Presidential Commendation Award               | Kim Eun-hee                        | Đoạt giải |
| 2017 | Brand of the Year Awards     | Drama Writer of the Year                      | Kim Eun-hee                        | Đoạt giải |

## Phát sóng quốc tế
- Việt Nam: VTV2
- Thái Lan: true4u